# Allokokro
Alokokro est une localité de la région du N'zi au centre de la Côte d'Ivoire. La localité d'Alokokro appartient au département de Bocanda. 